# Here We Go Again
Here We Go Again er det andet album fra den amerikanske pop sangerinde Demi Lovato. Det blev udgivet den 21. juli 2009 fra Hollywood Records. 
Albummet debuterede som # 1 på U.S Billboard 200 med et salg på 108.000 eksemplarer. I løbet af det anden salgsuge faldt albummet til nr. 8 med 39.000 solgte eksemplarer.

## Baggrund
Demi har sagt, at det nye album skal have en anderledes lyd. Som kontrast til rock indflydelsen på det forrige album Don’t Forget, vil dette album inkorporere en mere John Mayer-agtig lyd. Demi har også sagt at hendes tidligere album havde en mere Jonas Brothers lyd, da de hjalp hende med at skrive det. Hun vil lave dette album mere [hende]. 
Hun har arbejdet sammen med de musikalske inspirationer John Mayer, Jon McLaughlin og William Beckett.  Demi har sagt at hun vil optræde med sin nye musik, på sin sommer tour i sommeren 2009. 

## Kritikernes Modtagelse
Kritikernes modtagelse af albummet har generelt været positiv. Stephen Thomas Erlewine fra Allmusic kommenterede at albummet ikke er lige så sjovt som Demis forrige album Don’t Forget, men han roste "Here We Go Again," "Solo," "Remember December" og "So Far So Great" som højdepunkter, som at være ”ideelt matchede til Demis teenager energi og ånd, som forbliver hendes mest tiltalende kvaliteter” Kerri Mason fra Billboard roser albummet for ikke at sætte sin lid til voldsomt til produktionen i forhold til mange andre Disney Stjerner og kalder Demi ”et naturtalent, som virkelig kan komme langt når hun er groet fra Disney.”   (”praised the album for not relying heavily on production compared to other Disney Channel artists and called Lovato "a natural talent who could really take flight after outgrowing Disney." ”)Simon Vozick-Levinson fra Entertainment Weekly roser de mere rock orienterede numre, så som "Got Dynamite", og kalder dem forslag på ”en retning der måske vil skille hende ud om nogle år.”  (“ suggestions of "a direction that might set her apart in years to come”)

## Singler
"Here We Go Again"
Here We Go Again er den første single fra albummet. Sangen havde premiere på Radio Disney, 17. juni 2009 i USA og blev udgivet som digital download 23. juni 2009.  Musik videoen til sangen blev filmet 8. Juni, 2009 I Los Angeles og fans blev inviteret til at deltage i optagelsen via hendes officielle hjemmeside. Musik videoen havde premiere 26 Juni, 2009 på Disney Channel.  Sangen debuterede som # 51 på Billboard Hot 100 og er siden steget til # 15.  På den canadiske Hot 100, debuterede sangen som # 86. 
"Gift of a Friend"
Gift of a Friend er den anden single fra Demi Lovatos andet studiealbum. Den er med i den nye film Klokkeblomst og den Tabte Skat (Tinkerbell and the Lost Treasure).